# Тесля Григорій Терентійович
Григорій Терентійович Тесля (1909–1968) — радянський актор, Заслужений артист УРСР.

## Біографія
Народився в родині селянина-бідняка у місті Кобеляках Полтавської губернії. Закінчивши 4 класи початкової школи, змушений був залишити навчання і йти в найми до багатого селянина у селі Жуківка Кобеляцького повіту.
У 1925 році виїхав на Донбас, де працював забійником шахти № 9. З 1933 року працював машиністом на станції Старий Оскол, потім — слюсарем заводу імені Ілліча у місті Маріуполі.
З 1938 року почав артистичну діяльність у Старобільському українському драматичному театрі імені Кропивницького Ворошиловградської області.
Учасник німецько-радянської війни. Служив у складі 45-ї залізничної військової бригади.
Після демобілізації з радянської армії працював артистом Дрогобицького обласного музично-драматичного театру. Обирався депутатом Дрогобицької обласної ради ІІІ-го скликання.
З початку 1950-х років працював у Київському театрі імені Івана Франка.
Жив у Києві. Помер в 1968 році. Похований на Байковому кладовищі.

## Фільмографія

Могила Григорія Теслі

Знімався у фільмах:
- «Мартин Боруля» — Гервасій Гуляницький, багатий шляхтич (телеспектакль, 1953);
- «Кривавий світанок» (1956, поліцейський)
- «Павло Корчагін» — голова губвиконкому (1956);
- «Суєта» — Макар Барильченко, старий козак (1956);
- «Народжені бурею» — революційний робітник (1957);
- «Штепсель женить Тарапуньку» — Прокоша (1957);
- «Олекса Довбуш» — козак Михайло (1959);
- «Кров людська — не водиця» (1960);
- «Люди моєї долини» (1960);
- «Прощавайте, голуби» — майор-пожежник[3] (1960);
- «А якщо це любов?» — фронтовик з орденами (1961);
- «Наш спільний друг» — Іван Федотович Глотаймуха (1961);
- «У мертвій петлі» (1962);
- «Здрастуй, Гнате!» (1962);
- «Королева бензоколонки» — сивий водій (1962);
- «Бухта Єлени» — епізод (1963);
- «Люди не все знають» (1963);
- «Ракети не повинні злетіти» (1964);
- «Гадюка» — епізод (1965);
- «Загибель ескадри» (1965);
- «Циган» (1967)[4].